# Я люблю Мадагаскар
«Тиако И Мадагасикара», также известно как «Я люблю Мадагаскар» (малаг. Tiako I Madagasikara, TIM или ЯЛМ) — политическая партия на Мадагаскаре, основанная 3 июля 2002 года, чтобы поддержать президента Марка Равалуманана. После парламентских выборов, состоявшихся 23 сентября 2007 года, это была самая большая партия в Национальном собрании Мадагаскара, получившая 106 из 127 мест. На президентских выборах в декабре 2006 года Раваломанана был переизбран с 55,79 % голосов избирателей.
С 2002 по 2007 год Солофонантенаина Разоаримихаджа был президентом партии. 12 октября 2007 года его сменил Иван Рандриасандратриниони и стал временным национальным президентом TIM. 21 мая 2008 года он был официально избран президентом партии на её втором национальном съезде, а Ивохасина Разафимахефа был избрана её генеральным секретарём.

## Участие в выборах

### Парламентские выборы
| Год  | Лидер             | Голосов | %    | Получено мест | +/–   | Место | Сторона                                      |
| ---- | ----------------- | ------- | ---- | ------------- | ----- | ----- | -------------------------------------------- |
| 2007 | Марк Равалуманана |         |      | 105 из 151    | ▲ 105 | ▬ 1   | Правительство квалифицированного большинства |
| 2013 | Марк Равалуманана | 416 732 | 10,8 | 20 из 151     | ▼ 85  | ▼ 2   | Оппозиция                                    |
| 2019 | Марк Равалуманана | 437 781 | 9.67 | 16 из 151     | ▼ 14  | ▬ 2   | Оппозиция                                    |

### Президентские выборы
| Год  | Кандидат                             | Голоса    | %     | Результат |
| ---- | ------------------------------------ | --------- | ----- | --------- |
| 2001 | Марк Равалуманана                    | 1 945 242 | 51,46 | Победа    |
| 2006 | Марк Равалуманана                    | 2 435 199 | 54,79 | Победа    |
| 2013 | Жан Луи Робинсон (поддержан партией) | 1 791 336 | 46,5  | Поражение |
| 2018 | Марк Равалуманана                    | 2 060 847 | 44,3  | Поражение |